# Salome z głową św. Jana Chrzciciela (obraz Lucasa Cranacha z 1526)
Salome z głową św. Jana Chrzciciela – obraz niemieckiego malarza Lucasa Cranacha starszego.

## Geneza tematu
Tematyka obrazu jest ilustracją do historii opisanej w Nowym Testamencie, w Ewangelii Mateusza (Mt. 14,1-12). Wątek związany z Salome i z głową Jana Chrzciciela trzymaną na tacy bardzo często, obok historii Judyty z obciętą głową Holofernesa, pojawiał się w sztuce i był tematem licznych obrazów w okresie pomiędzy średniowieczem a impresjonizmem. Cranachowi przypisuje się trzy zachowane obrazy o podobnej kompozycji: Salome z 1515 i Salome z 1530 roku.

## Opis obrazu
Kompozycja obrazu podobna jest do pierwszej wersji Salome z portugalskiego Museu Nacional de Arte Antiga. Różni się głównie strojem, w który odziana jest kobieta. Jest to ciemnoczerwona szata z licznymi rozcięciami i ozdobnymi haftami wzdłuż brzegu rękawów. Jej dekolt ozdobiony jest naszyjnikiem z pereł i kamieni szlachetnych oraz podwójnie owiniętym wokół szyi złotym łańcuchem. Na głowie Salome znajduje się niezwykły rekwizyt: ślubna korona osadzona na upiętych włosach. Podobna ozdoba głowy została przez Cranacha wykorzystana w dwóch zachowanych portretach księżniczki Sybilli z 1525 roku (kolekcja prywatna) i z 1526 (Klassik Stiftung Weimar).

## Proweniencja
W 1770 roku obraz znajdował się na zamku w Bratysławie, a następnie trafił do królewskiej kolekcji w Wiedniu. Obecnie znajduje się w Muzeum Sztuk Pięknych w Budapeszcie i jest jedną z dwóch wersji Salome w tym muzeum.